# ヘッドハンター (2011年の映画)
『ヘッドハンター』（Hodejegerne）は2011年のノルウェー・ドイツの犯罪映画。
監督はモルテン・ティルドゥム、出演はアクセル・ヘニーとニコライ・コスター＝ワルドーなど。
ヘッドハンターとして成功した実業家で紳士泥棒の男が予想外の危機に陥る姿をスリルとユーモアを交えて描いている。
原作はノルウェーのミステリ作家ジョー・ネスボの小説『ヘッドハンターズ』（講談社文庫、北澤和彦訳、ISBN 406277657X）。
ハリウッドでリメイクされることが決まっている。

## ストーリー
ロジャーは、表向きは有能なヘッドハンターとして成功し、美しい妻ダイアナと誰もがうらやむような優雅な生活を送っているが、裏では美術品泥棒を働いている。それは168cmという低身長に対するコンプレックスから、妻に贅沢な生活をさせるためのものであったが、その一方で身体だけの関係の愛人もいた。そんなある日、画廊を経営する妻の開いたパーティで、電子機器ビジネスで成功した外国人実業家のクラスと出会ったロジャーは、彼が高価な絵画を所有していることを知ると、その絵画を盗む計画を立てる。まず、会社を売却して現在は一線を退いているクラスを国内一流企業の重役として就職させるとして近づき、彼についての情報を集めると、ロジャーは首尾良く絵画を偽物とすり替えることに成功する。ところが、その場で妻のスマホを見つけたロジャーは、妻がクラスと浮気をしていることを知ってしまう。
妻の浮気に悩むロジャーは、ある朝、自分の車の中で盗みの相棒であるオーヴェが死んでいるのを発見する。慌てたロジャーは、湖にオーヴェの死体を捨てに行くが、湖に死体を放り込んだ直後にオーヴェが息を吹き返す。オーヴェを湖から引き上げたロジャーは隠れ家である小屋にオーヴェを連れて行って話を聞くが、薬物のせいで要領を得ないオーヴェとの間で揉め出し、はずみで撃ち合いとなってオーヴェを射殺してしまう。自分の代わりにオーヴェが殺されかけたと知ったロジャーはクラスに命を狙われていることに気付く。理由が分からないまま逃げるロジャーであったが、クラスが確実に自分を追いかけて来ることから、以前クラスが語っていた特定の人物を追跡する技術を思い出し、身につけているものを全て捨てる。しかし、それでもクラスは追って来る。逃げる途中で事故を起こし、警察に捕らえられたロジャーを、クラスは大型トラックでパトカーごと崖下に突き落とす。ただ一人運良く助かったロジャーは、そこでようやく自分の髪の毛に人物を追跡できるジェルが塗り込まれていたことに気付いて髪を剃る。そして、死んだ刑事の顔面が潰れていたことから、服を取り替えて刑事の指紋を潰すことで、自分が死んだように偽装する。行き場のないロジャーは元愛人のロッテの家に転がり込む。しかし、ロジャーが生きていることをロッテがクラスに連絡しようとしていることに気付いたロジャーは、ロッテを激しく問い詰めて、クラスの企みを聞き出す。実はクラスは以前の会社を辞めておらず、ノルウェーの有名企業の最先端技術を盗むためにその会社に採用されるように、有能なヘッドハンターとして知られるロジャーに接近したのだという。最初は愛人のロッテを介してロジャーに接近するはずだったのが、ロッテがロジャーに捨てられたことから計画が変更され、ロッテが強引にロジャーに接触することでロジャーの髪にジェルを塗り込み、画廊を経営している妻ダイアナを介して接近するために有名な絵画を持っていると嘘をついていたのである。ところが、ロジャーがその偽絵画を盗んでしまったことから、全てを隠蔽するためにクラスがロジャーを殺そうとしていたのだ。更にロッテから妻のダイアナも仲間だと言われたロジャーは激しいショックを受ける。そんなロジャーにロッテが突然襲いかかって殺そうとするが、ロジャーは隠し持っていた銃で咄嗟にロッテを射殺する。家に戻ったロジャーはダイアナに全てを打ち明ける。そしてダイアナも、子供を欲しがらないロジャーとの関係に悩んだ末にクラスと関係を持ってしまったが、ただの遊びだったと告白する。こうして2人は改めて互いの愛を確認すると、ある計画を立てる。
ロジャーはパトカーの転落で死んだ警官の解剖を行なっている施設に侵入し、事故の証拠品の中から自分が剃った髪を入れておいた菓子袋を盗み出すと、それを使ってクラスをオーヴェの死体がある小屋におびき出す。その小屋には警備会社の監視カメラがあり、そのカメラでオーヴェが恋人のナターシャのエロティックな姿を警備会社の社員に見せて金儲けをしていたのである。ロジャーはカメラに写らない位置でクラスを待つと、そこにクラスが現れて、ロジャーを射殺しようとするが、実はクラスの銃は既にダイアナが弾を密かに抜いていたことから不発、ロジャーは難なくクラスを撃ち殺すことに成功する。一部始終の映像は警備会社の社員が目撃していただけでなく、ネットにも拡散する。ロジャーはクラスを撃ち殺した銃をオーヴェの遺体に持たせて2人が撃ち合いの末に死んだように見せかけ、更に、ロッテの殺害もクラスによるものと見せかける偽装工作をすると、ダイアナとともにその場を後にする。事件は大々的に報道される。ベテラン刑事はオーヴェの死亡推定時刻がクラスより前であることに疑問を抱いたものの、メディアをはじめとする世の中の空気を受け入れ、全てはロジャーの思惑通りに解決する。
それからしばらくして、ダイアナはロジャーの子を妊娠、ロジャーは低身長のコンプレックスを克服し、改めて有能なヘッドハンターとして活躍する。

## キャスト
- ロジャー・ブラウン: アクセル・ヘニー - ヘッドハンターで泥棒。
- クラス・グリーヴ: ニコライ・コスター＝ワルドー - 外国人実業家。元軍人。
- ダイアナ・ブラウン: シヌーヴ・マコディ・ルンド（ノルウェー語版） - ロジャーの妻。画廊を経営。
- ロッテ: ユーリー・ウルゴード（デンマーク語版） - ロジャーの愛人。
- オーヴェ: アイヴィン・サンデル（ノルウェー語版） - ロジャーの相棒。

## 作品の評価
Rotten Tomatoesによれば、批評家の一致した見解は「ぞっとするような、ひねりの効いた、そしてダークでコミカルな『ヘッドハンター』は、おなじみのスリラー要素を取り入れた爽快で型破りな作品である。」であり、101件の評論のうち高評価は93%にあたる94件で、平均点は10点満点中7.6点となっている。
Metacriticによれば、26件の評論のうち、高評価は20件、賛否混在は6件、低評価はなく、平均点は100点満点中72点となっている。